# Quintanilla de Trigueros
Quintanilla de Trigueros ist ein nordspanischer Ort und eine Gemeinde (municipio) mit 101 Einwohnern (Stand: 2024) in der Provinz Valladolid in der Autonomen Region Kastilien-León; sie gehört zum Weinbaugebiet „Cigales D. O.“. 

## Lage
Der Ort Quintanilla de Trigueros liegt nahe der Autovía A-62 in einer Höhe von ca. 790 m. Die Entfernung zur südlich gelegenen Provinzhauptstadt Valladolid beträgt knapp 34 km (Fahrtstrecke). Das Klima im Winter ist rau, im Sommer dagegen trocken und warm; der eher spärliche Regen (ca. 435 mm/Jahr) fällt überwiegend im Winterhalbjahr.

## Bevölkerungsentwicklung
| Jahr      | 1857  | 1900 | 1950 | 2000 | 2017 |
| Einwohner | 1.446 | 495  | 506  | 113  | 101  |

Wegen der Mechanisierung der Landwirtschaft und der Aufgabe bäuerlicher Kleinbetriebe wanderten viele Arbeitskräfte und deren Familien in der zweiten Hälfte des 20. Jahrhunderts in die größeren Städte ab (Landflucht).

## Wirtschaft
Das Umland von Quintanilla de Trigueros war und ist in hohem Maße landwirtschaftlich geprägt, wobei die Viehzucht traditionell eine weniger wichtige Rolle spielte; der Ort bot die notwendigen regionalen Dienstleistungen in den Bereichen Handwerk und Handel. Die Gemeinde ist Teil des kleinen Weinbaugebiets „Cigales“; der Tourismus spielt kaum eine Rolle.

## Geschichte
Um 400 v. Chr. war die Gegend von der keltischen Volksgruppe der Vaccäer besiedelt. Im 2. Jahrhundert v. Chr. brachten die Römer weite Teile der Iberischen Halbinsel unter ihre Kontrolle; sie brachten überdies die Kunst des Weinbaus mit. Im 5. Jahrhundert n. Chr. kamen die Vandalen, die jedoch von den Westgoten nach Nordafrika abgedrängt wurden. Im 8. Jahrhundert drangen arabisch-maurische Heere bis weit in den Norden vor, konnten jedoch die Gebiete nördlich des Kantabrischen Gebirges (Baskenland, Kantabrien, Asturien, Galicien) nicht erobern. Bereits im 10. und 11. Jahrhundert wurden sie von christlichen Heeren nach Süden abgedrängt (reconquista), wobei das ca. 35 km südlich von Quintanilla de Trigueros gelegene Tal des Duero lange Zeit die jeweiligen Einflusssphären voneinander abgrenzte.

## Sehenswürdigkeiten
- Die im 16. Jahrhundert erbaute einschiffige, aber mit zwei Querhauskapellen ausgestattete Iglesia de Nuestra Señora de la Asunción ist der Himmelfahrt Mariens geweiht. Besonders hervorzuheben ist der mächtige Glockenturm (campanario) mit aufsitzender moderner Laterne. Das reich beschnitzte Altarretabel (retablo) stammt vom Beginn des 16. Jahrhunderts.[4]
- Unmittelbar daneben steht die kleine Ermita de la Virgen del Rosario mit ihrem kleinen Portalvorbau (portico). Der Glockengiebel (espadana) ist nicht mittig über dem Portal angebracht, sondern seitlich versetzt.[5]